# Scouting for Girls
Scouting for Girls ist eine dreiköpfige britische Pop-/Rockband. Sie wurde im Jahr 2005 in dem Londoner Vorort Ruislip von den langjährigen Freunden Roy Stride, Greg Churchouse und Peter Ellard gegründet. Der Name der Band ist ein Wortspiel mit dem Titel des Handbuchs Scouting for Boys, mit dem Robert Baden-Powell 1908 den Grundstein der weltweiten Pfadfinderbewegung legte.

## Bandgeschichte
Die Band wurde am 14. Februar 2007 von dem britischen Plattenlabel Epic unter Vertrag genommen. Im Juni 2007 erschien unter dem Titel It’s Not About You die erste EP der Band. Sie zeigt deutliche Einflüsse von Bands wie Electric Furs. Die Veröffentlichung erreichte auf Anhieb Platz 31 der britischen Singlecharts und war damit der höchste Einstieg einer EP mit beschränkter Auflage in der Popgeschichte des Landes. Die erste Single She’s So Lovely erreichte Anfang September die Top Ten der britischen Charts und hielt sich dort sechs Wochen. Auch die Nachfolgesingle Elvis Ain’t Dead kam in die Top 10.
Am 17. September 2007 erschien in Großbritannien das nach der Band benannte Debütalbum. Für insgesamt mehr als 900.000 verkaufter Kopien wurde es mit 3-fach-Platin ausgezeichnet. Ende Januar 2008 erreichte es erstmals Platz 1 der britischen Albumcharts.

## Diskografie

### Studioalben
| Jahr | Titel                       | Höchstplatzierung, Gesamtwochen, AuszeichnungChartplatzierungen (Jahr, Titel, Platzierungen, Wochen, Auszeichnungen, Anmerkungen) | Höchstplatzierung, Gesamtwochen, AuszeichnungChartplatzierungen (Jahr, Titel, Platzierungen, Wochen, Auszeichnungen, Anmerkungen) | Anmerkungen                              |
| Jahr | Titel                       | DE | UK | Anmerkungen                              |
| ---- | --------------------------- | --- | --- | ---------------------------------------- |
| 2007 | Scouting for Girls          | — | UK1 ×3Dreifachplatin · (94 Wo.)UK                                                                                                 | Erstveröffentlichung: 17. September 2007 |
| 2010 | Everybody Wants to Be on TV | DE45 (1 Wo.)DE | UK2 Platin · (28 Wo.)UK | Erstveröffentlichung: 12. April 2010     |
| 2012 | The Light Between Us        | — | UK10 (3 Wo.)UK | Erstveröffentlichung: 31. August 2012    |
| 2015 | Still Thinking About You    | — | UK13 (1 Wo.)UK | Erstveröffentlichung: 16. Oktober 2015   |
| 2019 | The Trouble with Boys       | — | UK25 (1 Wo.)UK | Erstveröffentlichung: 27. September 2019 |
| 2021 | Easy Cover                  | — | UK50 (1 Wo.)UK | Erstveröffentlichung: 23. April 2021     |
| 2023 | The Place We Used to Meet   | — | UK17 (1 Wo.)UK | Erstveröffentlichung: 13. Oktober 2023   |

### Kompilationen
| Jahr | Titel                                            | Höchstplatzierung, Gesamtwochen, AuszeichnungChartsChartplatzierungen (Jahr, Titel, Platzierungen, Wochen, Auszeichnungen, Anmerkungen) | Anmerkungen                            |
| Jahr | Titel                                            | UK | Anmerkungen                            |
| ---- | ------------------------------------------------ | --- | -------------------------------------- |
| 2013 | Greatest Hits                                    | UK8 Gold · (5 Wo.)UK | Erstveröffentlichung: 19. Juli 2013    |
| 2017 | Ten Add Ten: The Very Best of Scouting for Girls | UK24 Gold · (1 Wo.)UK | Erstveröffentlichung: 13. Oktober 2017 |

### EPs
| Jahr | Titel Album        | Höchstplatzierung, Gesamtwochen, AuszeichnungChartsChartplatzierungen (Jahr, Titel, Album, Platzierungen, Wochen, Auszeichnungen, Anmerkungen) | Anmerkungen                         |
| Jahr | Titel Album        | UK | Anmerkungen                         |
| ---- | ------------------ | --- | ----------------------------------- |
| 2007 | It’s Not About You | UK31 (11 Wo.)UK | Erstveröffentlichung: 25. Juni 2007 |

Weitere EPs
- 2010: Famous
- 2010: iTunes Festival: London 2010
- 2010: Don’t Want to Leave You
- 2013: Make That Girl Mine

### Singles
| Jahr | Titel Album                                         | Höchstplatzierung, Gesamtwochen, AuszeichnungChartplatzierungen (Jahr, Titel, Album, Platzierungen, Wochen, Auszeichnungen, Anmerkungen) | Höchstplatzierung, Gesamtwochen, AuszeichnungChartplatzierungen (Jahr, Titel, Album, Platzierungen, Wochen, Auszeichnungen, Anmerkungen) | Höchstplatzierung, Gesamtwochen, AuszeichnungChartplatzierungen (Jahr, Titel, Album, Platzierungen, Wochen, Auszeichnungen, Anmerkungen) | Anmerkungen                             |
| Jahr | Titel Album                                         | DE | AT | UK | Anmerkungen                             |
| ---- | --------------------------------------------------- | --- | --- | --- | --------------------------------------- |
| 2007 | She’s So Lovely Scouting for Girls                  | — | — | UK7 ×3Dreifachplatin · (56 Wo.)UK | Erstveröffentlichung: 27. August 2017   |
| 2007 | Elvis Ain’t Dead Scouting for Girls                 | — | — | UK8 Platin · (28 Wo.)UK | Erstveröffentlichung: 17. Dezember 2007 |
| 2008 | Heartbeat Scouting for Girls                        | — | — | UK10 Platin · (25 Wo.)UK | Erstveröffentlichung: 7. April 2008     |
| 2008 | It’s Not About You Scouting for Girls               | — | — | UK38 (5 Wo.)UK | Erstveröffentlichung: 4. August 2008    |
| 2008 | I Wish I Was James Bond Scouting for Girls          | — | — | UK40 Silber · (4 Wo.)UK | Erstveröffentlichung: 3. November 2008  |
| 2010 | This Ain’t a Love Song Everybody Wants to Be on TV  | DE31 (16 Wo.)DE | AT34 (13 Wo.)AT | UK1 Platin · (25 Wo.)UK | Erstveröffentlichung: 26. März 2010     |
| 2010 | Famous Everybody Wants to Be on TV                  | — | — | UK37 (8 Wo.)UK | Erstveröffentlichung: 18. Juli 2010     |
| 2010 | Don’t Want to Leave You Everybody Wants to Be on TV | — | — | UK69 (1 Wo.)UK | Erstveröffentlichung: 10. Oktober 2010  |
| 2011 | Love How It Hurts The Light Between Us              | — | — | UK17 Silber · (7 Wo.)UK | Erstveröffentlichung: 8. Juli 2011      |
| 2012 | Summertime in the City The Light Between Us         | — | — | UK73 (1 Wo.)UK | Erstveröffentlichung: 26. August 2012   |
| 2013 | Millionaire Greatest Hits                           | — | — | UK52 (1 Wo.)UK | Erstveröffentlichung: 2013              |

Weitere Singles
- 2009: Keep on Walking
- 2012: Without You
- 2013: Make That Girl Mine
- 2015: Life’s Too Short
- 2015: Christmas in the Air (Tonight)
- 2016: Home
- 2017: Dancing in the Daylight
- 2019: Grown Up
- 2019: Let’s Not Go Away
- 2021: Everybody Wants to Rule the World
- 2023: The Place We Used to Meet
- 2023: Glow
- 2024: Song I Can't Forget
- 2024: Raise a Glass

## Auszeichnungen für Musikverkäufe
| Goldene Schallplatte - Australien - 2010: für die Single This Ain’t a Love Song | Platin-Schallplatte - Irland - 2008: für das Album Scouting for Girls |

Anmerkung: Auszeichnungen in Ländern aus den Charttabellen bzw. Chartboxen sind in ebendiesen zu finden.
| Land/RegionAuszeichnungen für Musikverkäufe (Land/Region, Auszeichnungen, Verkäufe, Quellen) | Silber     | Gold     | Platin       | Verkäufe  | Quellen        |
| -------------------------------------------------------------------------------------------- | ---------- | -------- | ------------ | --------- | -------------- |
| Australien (ARIA)                                                                            | —          | Gold1    | —            | 35.000    | aria.com.au    |
| Irland (IRMA)                                                                                | —          | —        | Platin1      | 15.000    | irishcharts.ie |
| Vereinigtes Königreich (BPI)                                                                 | 2× Silber2 | 2× Gold2 | 10× Platin10 | 5.400.000 | bpi.co.uk      |
| Insgesamt                                                                                    | 2× Silber2 | 3× Gold3 | 11× Platin11 |           |                |